# Muzeum současného umění Chicago
Muzeum současného umění Chicago (Museum of Contemporary Art, MCA) je muzeum současného umění poblíž Water Tower Place v centru Chicaga v Cook County. Muzeum, které bylo založeno v roce 1967, je jedním z největších světových vystavovatelů současného umění. Sbírku muzea tvoří tisíce předmětů vizuálního umění vytvořených po druhé světové válce. Muzeum je provozováno galerijním stylem s různými individuálně uspořádanými výstavami po celý rok. Každá výstava může být složena z dočasných výpůjček, kusů ze stálé sbírky nebo z kombinace obou typů předmětů.
V muzeu bylo uspořádáno několik významných debutových výstav včetně první americké výstavy Fridy Kahlo a první samostatné muzejní výstavy Jeffa Koonse. Koons později představil v muzeu výstavu, která prolomila zdejší rekord návštěvnosti. Aktuální rekord nejnavštěvovanější výstavy má výstava Takashiho Murakamiho z roku 2017. Sbírka muzea, ve které jsou zastoupeni Jasper Johns, Andy Warhol, Cindy Shermanová, Kara Walkerová a Alexander Calder, obsahuje ukázky pozdního surrealismu ze 40. až 70. letech 20. století, pop art, minimalismus a konceptuální umění; pozoruhodné ukázky postmodernismu 80. let; a současnou malbu, sochařství, fotografii, videa, instalace a související média. Prezentuje také taneční, divadelní, hudební a multidisciplinární umění.
Dnes muzeum sídlí na 220 East Chicago Avenue v sousedství Streeterville v komunitní oblasti Near North Side. Josef Paul Kleihues byl vybrán jako architekt současné budovy po dvanáctiměsíčním konkursu, v němž bylo podáno více než 200 návrhů. Muzeum bylo původně umístěno na 237 East Ontario Street v objektu, který byl navržen jako pekárna. Současná budova je známá svým typickým schodištěm vedoucím do vyvýšeného přízemí, kde je atrium, a plně prosklenou východní a západní fasádou s přímým výhledem na město a Michiganské jezero.